# Öffentliche Sicherheit
Die öffentliche Sicherheit umfasst nach allgemein anerkannter Definition die Unversehrtheit der objektiven Rechtsordnung. Diese umfasst auch die darin verbrieften subjektiven Rechte, die individuellen Rechtsgüter (wie Leben, Gesundheit, Freiheit oder Eigentum) und den Staat selbst in Bestand, und Funktionsfähigkeit seiner Institutionen.

## Rechtslage in Deutschland
Die öffentliche Sicherheit steht neben der öffentlichen Ordnung und geht meist im gemeinsamen Gefahrenbegriff auf („Störung oder konkrete Gefahr für die öffentliche Sicherheit oder Ordnung“). Beide Rechtsbegriffe wurden vom Preußischen Oberverwaltungsgericht aus Paragraph 10 II 17 ALR abgeleitet. Wegweisend hierfür war das Kreuzbergerkenntnis des Preußischen Oberverwaltungsgerichts von 1882. Der Paragraph wurde 1931, gegen Ende der Weimarer Republik, durch die polizeirechtliche Generalklausel in § 14 des Preußischen Polizeiverwaltungsgesetzes ersetzt.
Dieser in der Regel unbestimmte Rechtsbegriff wird heute in den Polizeigesetzen der Bundesländer in Deutschland neben der öffentlichen Ordnung regelmäßig verwendet. Lediglich das Bremische Polizeigesetz (BremPolG) enthält eine Legaldefinition des Begriffs öffentliche Sicherheit. So heißt es in § 2 Nr. 2 BremPolG: „Im Sinne dieses Gesetzes ist […] Öffentliche Sicherheit: die Unverletzlichkeit der Rechtsordnung, der subjektiven Rechte und Rechtsgüter des einzelnen sowie der Einrichtungen und Veranstaltungen des Staates oder sonstiger Träger der Hoheitsgewalt; […].“

## Sonstiges
Der aus dem Amerikanisch-Englischen übernommene Begriff Public Security wird oft im Zusammenhang mit der Harmonisierung (Vereinheitlichung) von Informationstechnologien, Netzwerken und Infrastrukturen der beteiligten Einrichtungen und Organisationen verwendet. Dieser Begriff ist klar abgegrenzt zur Homeland Security in den USA, welche auch militärische Komponenten birgt.